# Bird Mother
Bird Mother (Madár Mama, traducibile "Uccello madre"), conosciuto anche come Bird Mother: Life's a Struggle, è un videogioco a tema biologico per Commodore 64 del 1984 sviluppato da Andromeda Software e pubblicato da Creative Sparks.
Consiste nel controllare un uccello selvatico per dei livelli con unico schema paesaggistico a schermata fissa, che rappresentano il ciclo della vita degli uccelli.

## Modalità di gioco
Sono tre le parti del gameplay di questo titolo, ove si hanno a disposizione un timer (eccetto nell'ultima) e delle vite e si può far planare l'uccello femmina per tutta la schermata.
La prima parte prevede che costruisca il proprio nido sull'albero, facendole raccogliere al volo col becco uno alla volta dei ramoscelli che cadono ininterrottamente dalla cima dello schermo e posizionarli sull'apposito ramo. Al contempo cerca di non farsi travolgere dalle pietre, anch'esse cadenti. Terminato il nido, il volatile comincia a deporre e a covare le sue uova, consentendo al giocatore di passare alla fase successiva.
Nella seconda l'uccello, ora diventata mamma, alleva la sua prole di tre uccellini cibandoli con degli insetti svolazzanti. Lei perciò li deve beccare sempre uno alla volta e portarli alla nidiata prima che scada il tempo, frattanto scansando gli attacchi di un uomo che lancia per aria il suo bastone da passeggio. Ciascun uccellino dev'essere nutrito quando apre il becco e cambia colore man mano che si sazia. Una volta del tutto sfamati si procede alla parte finale.
L'uccello alla terza e ultima fase deve far crescere i piccoli insegnando loro a volare, ossia spingendoli mentre volano diverse volte avanti e indietro con traiettorie incerte. Gli uccellini, mentre praticano, potrebbero morire quando sono troppo in basso attraversando il fondo dello schermo, oppure più in alto venendo acchiappati da un falco predatore.
Superata l'ultima parte, i livelli si ripetono a una difficoltà via via maggiore. Ad esempio nei livelli avanzati il nido dev'essere finito in modo bilanciato, altrimenti si ribalta e cade.